# Kenneth Hancock
Kenneth „Ken“ Paul Hancock (* 25. November 1937; † 27. April 2025) war ein englischer Fußballspieler.

## Sportlicher Werdegang
Hancock entstammte der Jugend von Stoke City, der Torhüter konnte sich dort jedoch nicht für die Wettkampfmannschaft empfehlen und wurde als zu klein erachtet aussortiert.
Im November 1958 wechselte er als hauptberuflicher Fahrradkurier zunächst als Amateurspieler zu Port Vale in die neu gegründete Fourth Division, wo sein zwölf Jahre älterer Bruder Ray Hancock zuvor ebenso als Torhüter gespielt hatte. Schnell überzeugte er Trainer Norman Low und erhielt als Stammtorhüter einen Profivertrag, während er mit dem Klub in die Third Division zurückkehrte. Dort etablierte er sich mit dem Klub und war über weite Strecken Stammspieler, im Wesentlichen erhielten seine wechselnden Konkurrenten nur bei verletzungsbedingten Pausen die Chance ihn temporär zu verdrängen.
Im Dezember 1964 holte Trainer Bill McGarry Hancock zu Zweitdivisionär Ipswich Town, dabei kam der Klub einem Angebot von Matt Busby für einen Wechsel zu Manchester United zuvor. Auch in der zweiten Liga etablierte er sich als Stammspieler und schaffte mit dem einmaligen englischen Meister 1968 den Aufstieg in die First Division. Hier zeigte er zu Beginn der Spielzeit 1968/69 Unsicherheiten, so dass der Klub im Oktober David Best nachverpflichtete. Dieser verdrängte ihn zwischen den Pfosten und nach einem Trainerwechsel zu Bobby Robson überwarf er sich mit dem neuen Cheftrainer, so dass er im März 1969 zum Ligakonkurrenten Tottenham Hotspur transferiert wurde. Hier blieb ihm hinter  Pat Jennings nur die Rolle des Ersatzmanns.
1971 wechselte Hancock als Nachfolger von Neil Ramsbottom zum FC Bury, wurde aber später von John Forrest verdrängt. Bei den Stafford Rangers und Northwich Victoria ließ er von 1973 bis 1975 seine Karriere im Non-League football ausklingen. Nach dem Ende seiner Karriere arbeite er zunächst bei Port Vale als Trainer und wechselte von dort 1978 auf die Managerposition bei Leek Town, wo er später Vereinsvorsitzender wurde.